# Aéroport de Vermilion
L'aéroport de Vermilion est un aéroport situé en Alberta, au Canada.